# Theo Ordeman

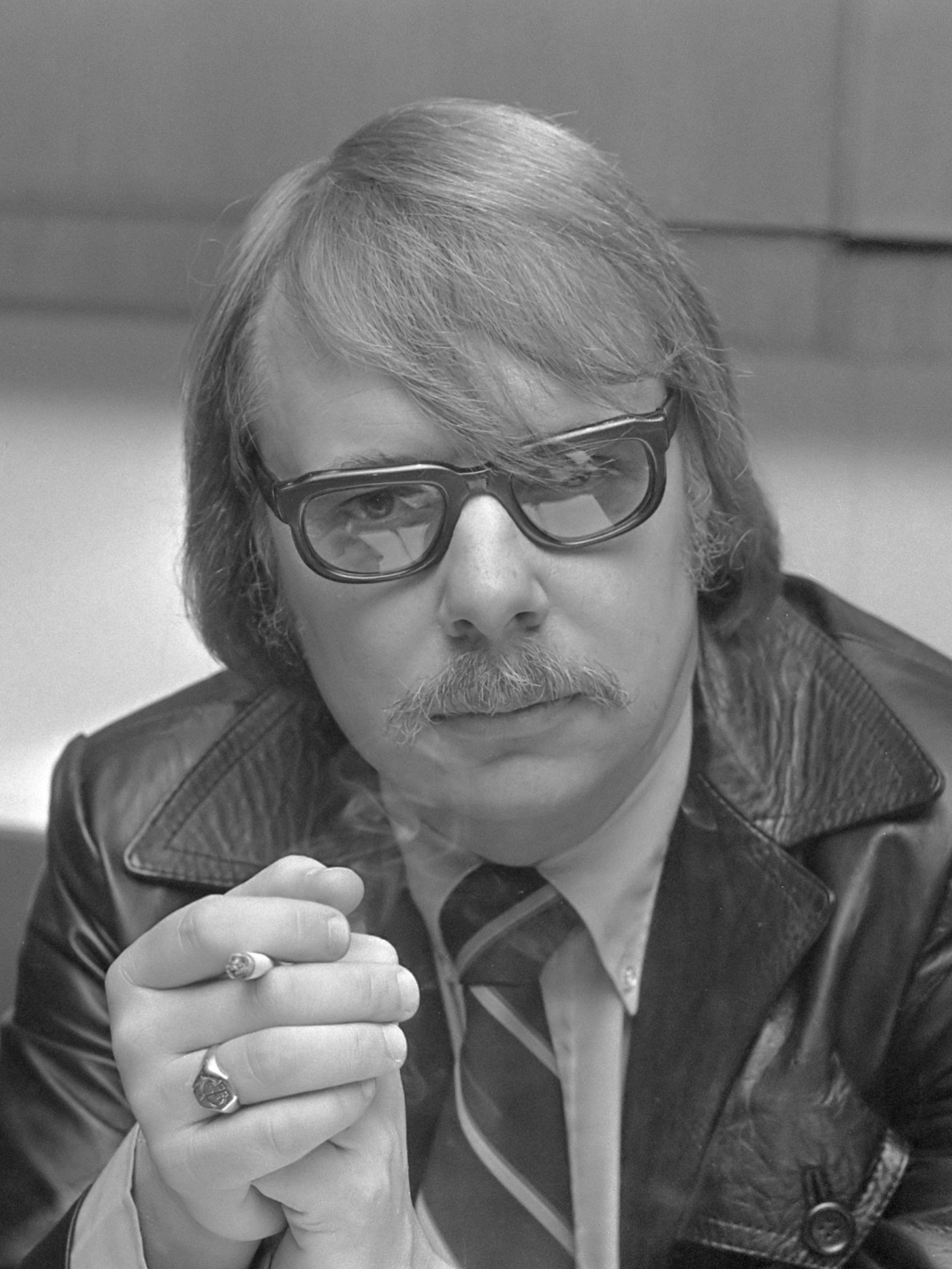
Theo Ordeman (1974)

Theo Ordeman (Antwerpen, 30 november 1931 – Alteveer, 15 mei 2007) was een Nederlands televisieregisseur en televisieproducent.
In de jaren vijftig begon hij zijn loopbaan bij de tv als cameraman bij de NTS (de voorloper van de NOS). Vervolgens werd hij belichter en opnameleider waarna hij zich toelegde op regisseren en produceren, in eerste instantie bij de AVRO maar later ook voor de TROS.
Bekendheid verwierf hij met het tv-programma Open het Dorp, een inzamelingsactie voor een woongemeenschap voor gehandicapten, dat op 26 en 27 november 1962 door Mies Bouwman werd gepresenteerd en waarvan Ordeman geheel alleen de 23 uur durende regie verzorgde. Het leverde hem een vermelding in het Guinness Book of Records op.
Ordeman regisseerde en produceerde ook andere bekende Nederlandse tv-programma's zoals Voor de vuist weg (van de AVRO), de TV Show (van de TROS) en Te land, ter zee en in de lucht (eveneens van de TROS). Driemaal was hij verantwoordelijk voor de eindregie van het Eurovisiesongfestival; in 1970, 1976 en 1980. In 1982 zat hij in de jury van het Nationaal Songfestival.
Theo Ordeman overleed op 75-jarige leeftijd aan een ongeneeslijke ziekte.